# アンリ・エプスタイン
アンリ・エプスタイン（Henri Epstein、ポーランド語名:Henryk Epstein、 1891年1月14日 - 1944年）は、ポーランドの画家、イラストレータ、ホロコースト犠牲者である。フランスで活動した「エコール・ド・パリ」の画家の一人である。

## 略歴
当時ロシア帝国領であったポーランドの工業都市、ウッチで生まれた。3歳で書店主の父親を亡くし、母親に育てられ、ウッチのJakob Katzenbogenの絵画教室で学んだ後、1910年からミュンヘン美術院で学び、1912年からパリに出て、グランド・ショミエール芸術学校で学んだ。
第一次世界大戦後、パリに留まり、パリの前衛画家のサークルの中で活動し、1913年からモンマルトルの集合アトリエ「ラ・リューシュ」を拠点に活動し、アメデオ・モディリアーニやシャイム・スーティン、マルク・シャガール、モーリス・ユトリロといった画家と交流した。「ラ・リューシュ」で活動した画家、ジョルジュ・ドリニャックの娘と結婚した。
静物画やヌード、風俗画、風景画を描き、書籍のデザインやポスターも描いた。
1938年にウール＝エ＝ロワール県のエペルノンに家を買い、第二次世界大戦でのドイツ占領下で潜伏生活を送っていたが1944年2月23日に逮捕され、ドランシー収容所に収容された。1944年3月にアウシュヴィッツ＝ビルケナウ強制収容所に移送され、殺害されたとされる。

## 作品

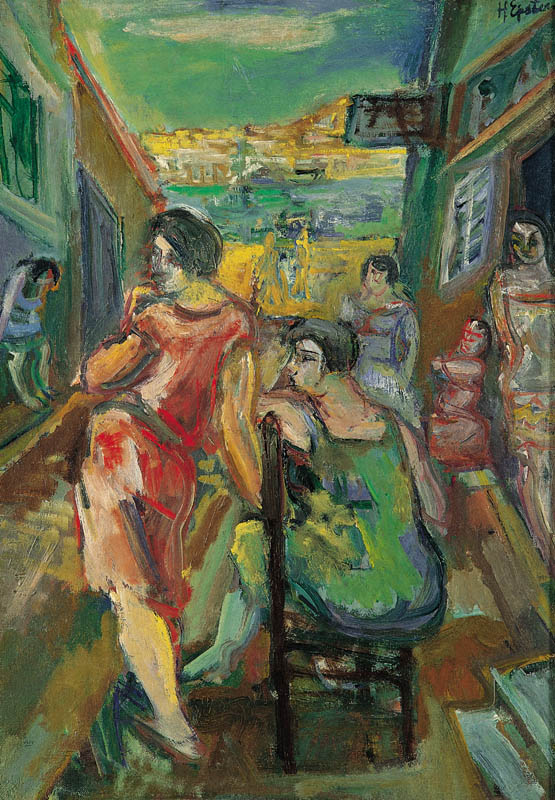
マルセイユの通行人 (1930)
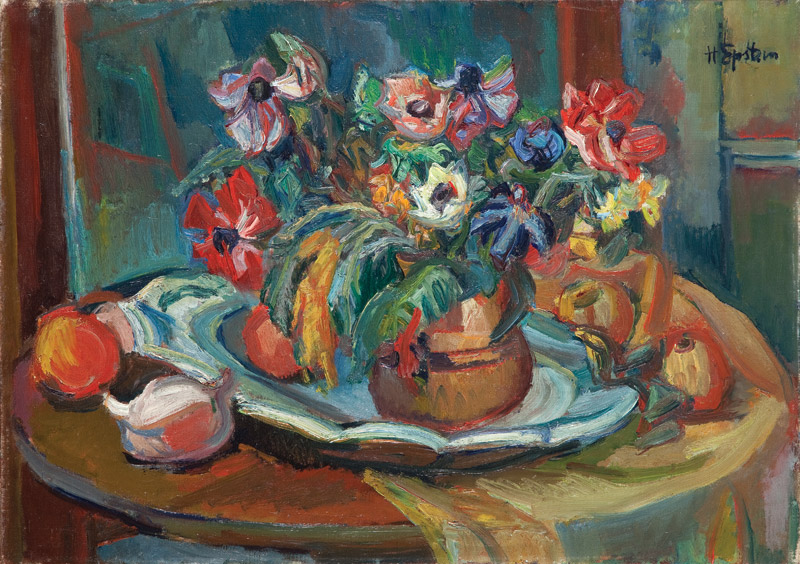
花のある静物画
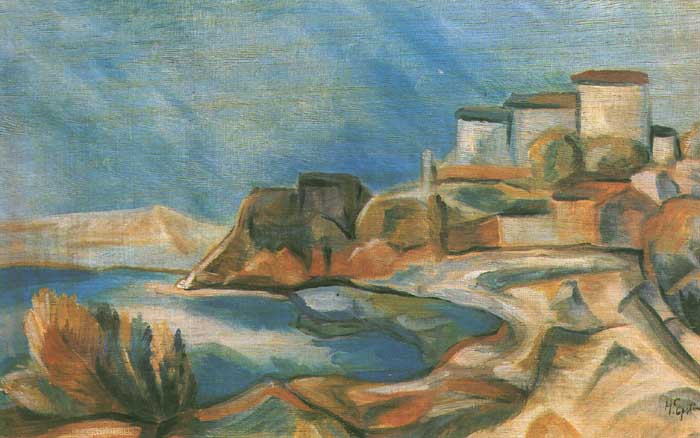
プロヴァンスの風景